# Alberto Munárriz
Alberto Munárriz Egaña (Pamplona, 19 de maio de 1994) é um jogador de polo aquático espanhol.

## Carreira
Munárriz integrou o elenco da Seleção Espanhola de Polo Aquático que ficou em sétimo lugar nos Jogos Olímpicos de 2016. Também esteve na delegação que competiu nas Olimpíadas de 2020 e Olimpíadas de 2024.